# 中野新治
中野 新治（なかの しんじ、1947年（昭和22年）1月18日 - ）は、日本近代文学研究者、梅光学院大学特任教授。学校法人梅光学院第8代学院長（2010年（平成22年） - 2016年（平成28年））。山口県下関市生まれ。
関西学院大学文学部日本文学科卒、同大学院文学研究科博士課程単位取得退学（1978年（昭和53年））。文学修士(関西学院大学)。元・梅光学院大学学長、元・梅光学院中学校・高等学校学校長、前・梅光学院大学学院長。学校法人梅光学院学事顧問（2017年（平成29年）4月 - ）。
主として宮沢賢治を研究。第5回宮沢賢治賞奨励賞を受賞（1995年（平成7年））
日本キリスト教文学会役員、日本文藝學会理事、日本近代文学会会員、宮沢賢治学会会員、梅光学院大学日本文学会会員。

## 著書
- 『宮沢賢治　童話の読解』（1993年（平成5年）、翰林書房刊、ISBN 4-906424-18-X C0093）
- 『文学における 変身』（共著、1992年（平成4年）、笠間書院刊、ISBN 4-305-60233-4 C3395）
- 『キリスト教文学を学ぶ人のために』（共著、2002年（平成14年）、世界思想社刊、ISBN 978-4-7907-0953-4）
- 『宮沢賢治の磁場』（2018年（平成30年）、翰林書房刊、ISBN 978-4877374174）

## 参考
- 学校法人 梅光学院 公式サイト